# Église Sainte-Geneviève de Sainte-Geneviève (Aisne)
L'église Sainte-Geneviève de Sainte-Geneviève est une église située à Sainte-Geneviève (Aisne), en France.

## Localisation
L'église est située sur la commune de Sainte-Geneviève, dans le département de l'Aisne.

## Historique
Avant la révolution, le chapitre de Rozoy avait le patronage de la cure (possibilité de présenter à l'évêque, pour qu'il l'ordonne, le desservant d'une église) de Sainte-Geneviève ; les décimateurs de cette paroisse étaient le dit chapitre et le curé, chacun pour moitié.
Vingt-sept jallois de terre et quatre jallois de pré appartenaient à la cure qui valait annuellement 478 livres, suivant une déclaration du 12 octobre 1728. Il y avait trente-sept fondations d'obits. Le chapitre de Rozoy possédait, à Sainte-Geneviève, neuf fauchées et un quartel de pré ; de plus, un préciput de 144 quartels de blé sur la seigneurie et le moulin.

## Annexes

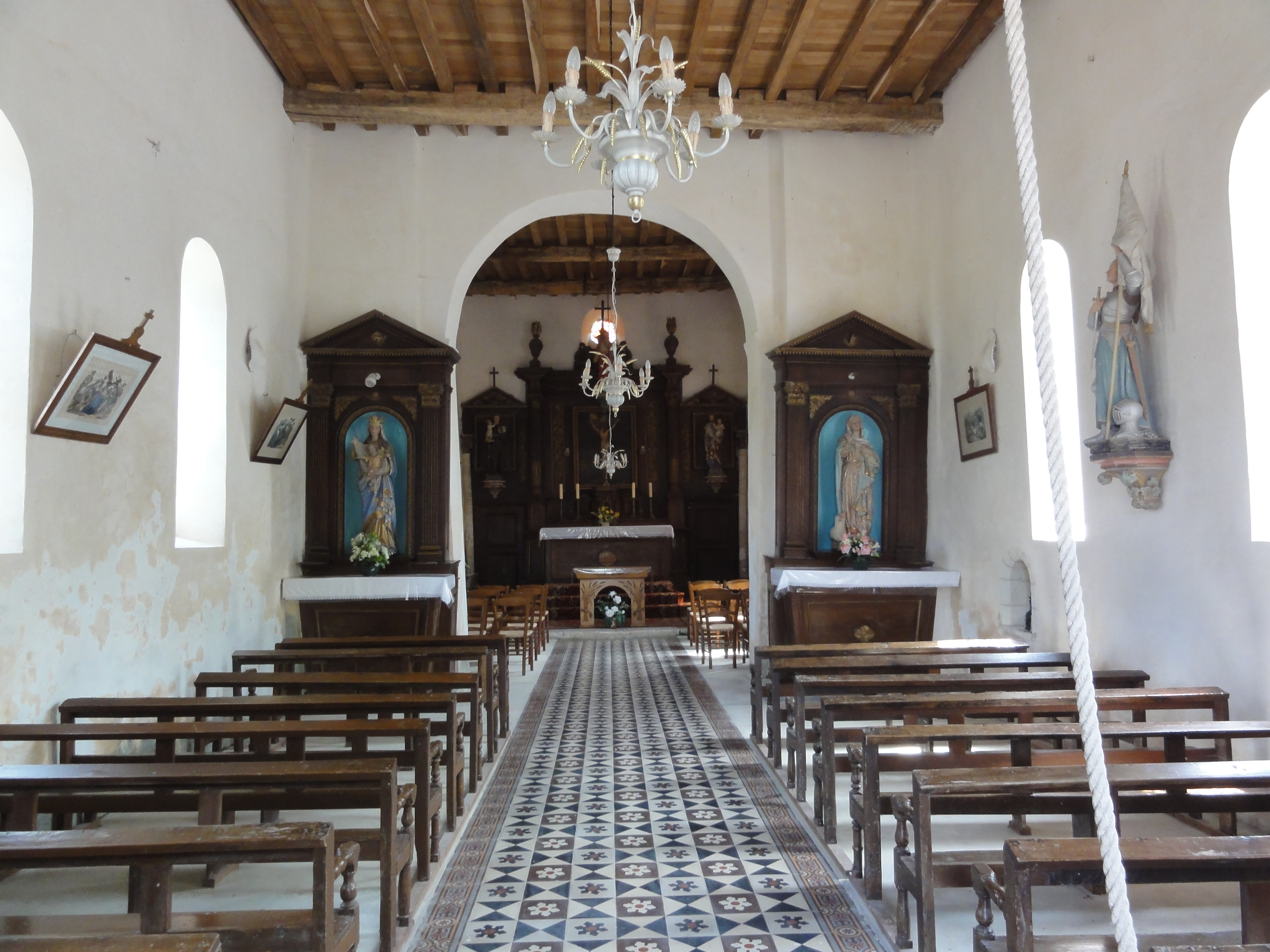
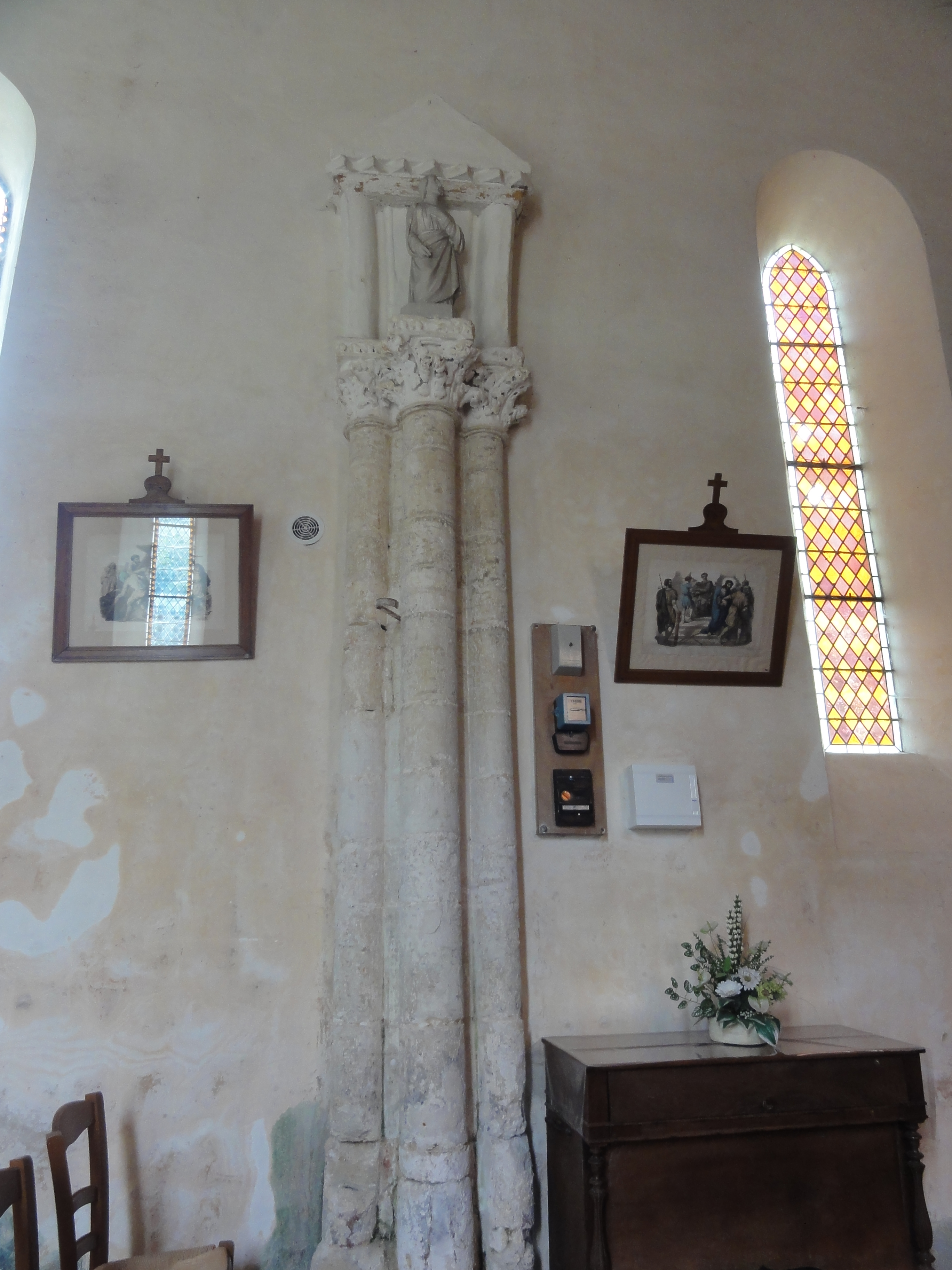
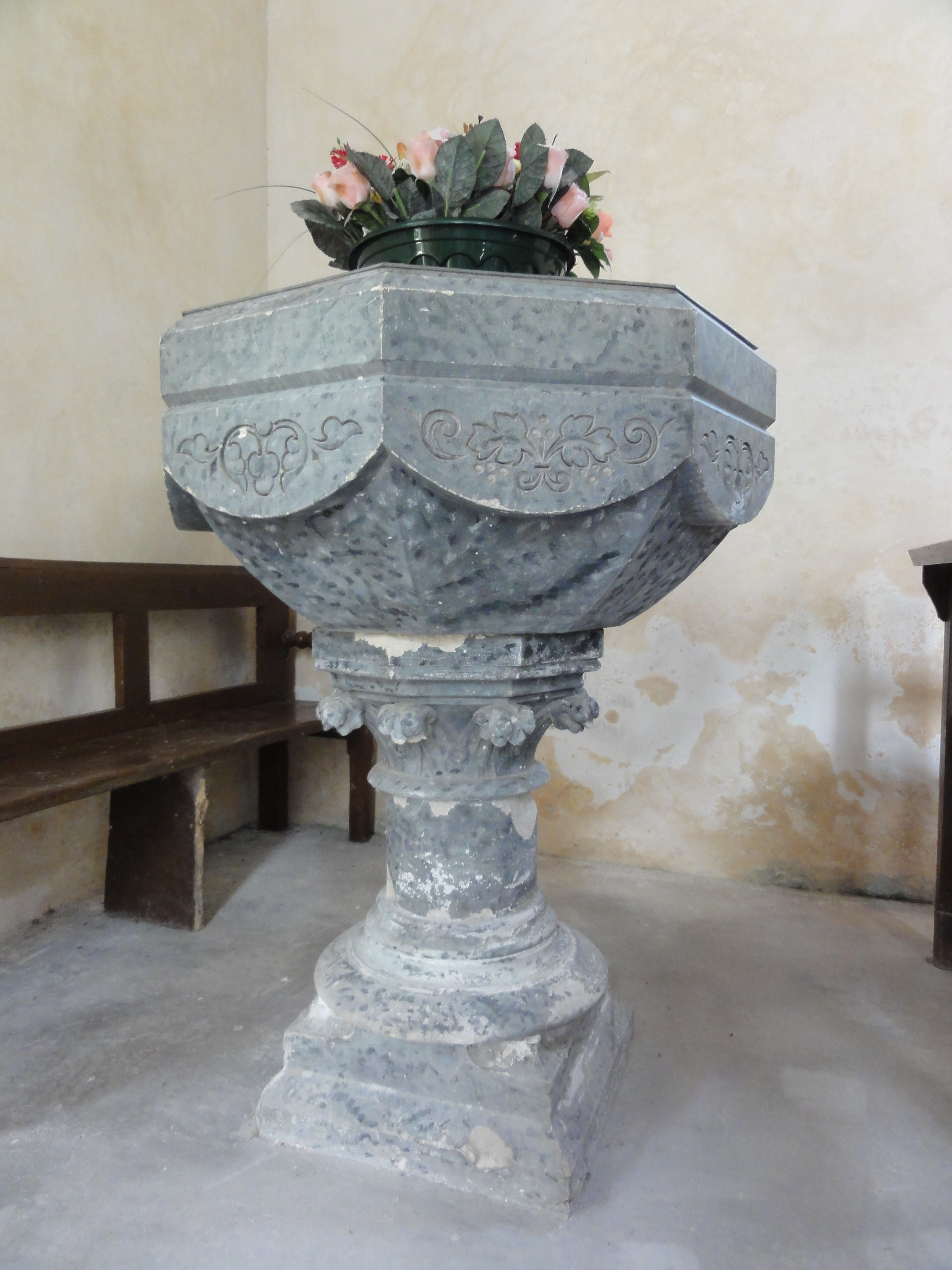